# Björneröd och Krokens municipalsamhälle
Björneröd och Kroken var ett municipalsamhälle i Skee landskommun till 1952 därefter i Vette landskommun, Göteborgs och Bohus län, som existerade 1902-1958.
Samhället hade 1929 en yta om 6 hektar och 1020 innevånare, och var främst grundad på sin stenhuggeriindustri. Municipalsamhället utgörs idag av orterna Krokstrand och Björneröd.